# Ievhenivka, Iemilciîne
Ievhenivka (în ucraineană Євгенівка) este un sat în comuna Hannopil din raionul Iemilciîne, regiunea Jîtomîr, Ucraina.

## Demografie
Componența lingvistică a localității Ievhenivka
     Ucraineană (100%)
Conform recensământului din 2001, toată populația localității Ievhenivka era vorbitoare de ucraineană (100%).